# The Visitors (singel)
The Visitors – czwarty singiel zespołu ABBA, ostatni z albumu o tym samym tytule. Piosenka zaśpiewana przez Fridę mówiąca o nieoczekiwanych gościach. W Liście Przebojów Programu Trzeciego singiel zajął najwyżej 6 miejsce.